# ヨーゼフ・ロート
ヨーゼフ・ロート（ドイツ語: Joseph Roth, 1894年9月2日 - 1939年5月27日）は、オーストリアの作家。第一次世界大戦に従軍した後、ジャーナリストとして活動する一方で、明晰な文体で物語性に富む小説を次々と発表した。主な作品に『果てしなき逃走』『ラデツキー行進曲』『聖なる酔っぱらいの伝説』などがある。ユダヤ系であり、政治的にはシオニズム思想を支持する一方で、多民族が共存していたかつてのオーストリア＝ハンガリー帝国に郷愁を抱き続けた。『ラデツキー行進曲』では、理念としての「多民族国家」を高らかに謳いあげている。ヒトラーの政権掌握後はフランスなど各国を転々と亡命し、パリで病死した。

## 生涯と作品

### 生い立ち

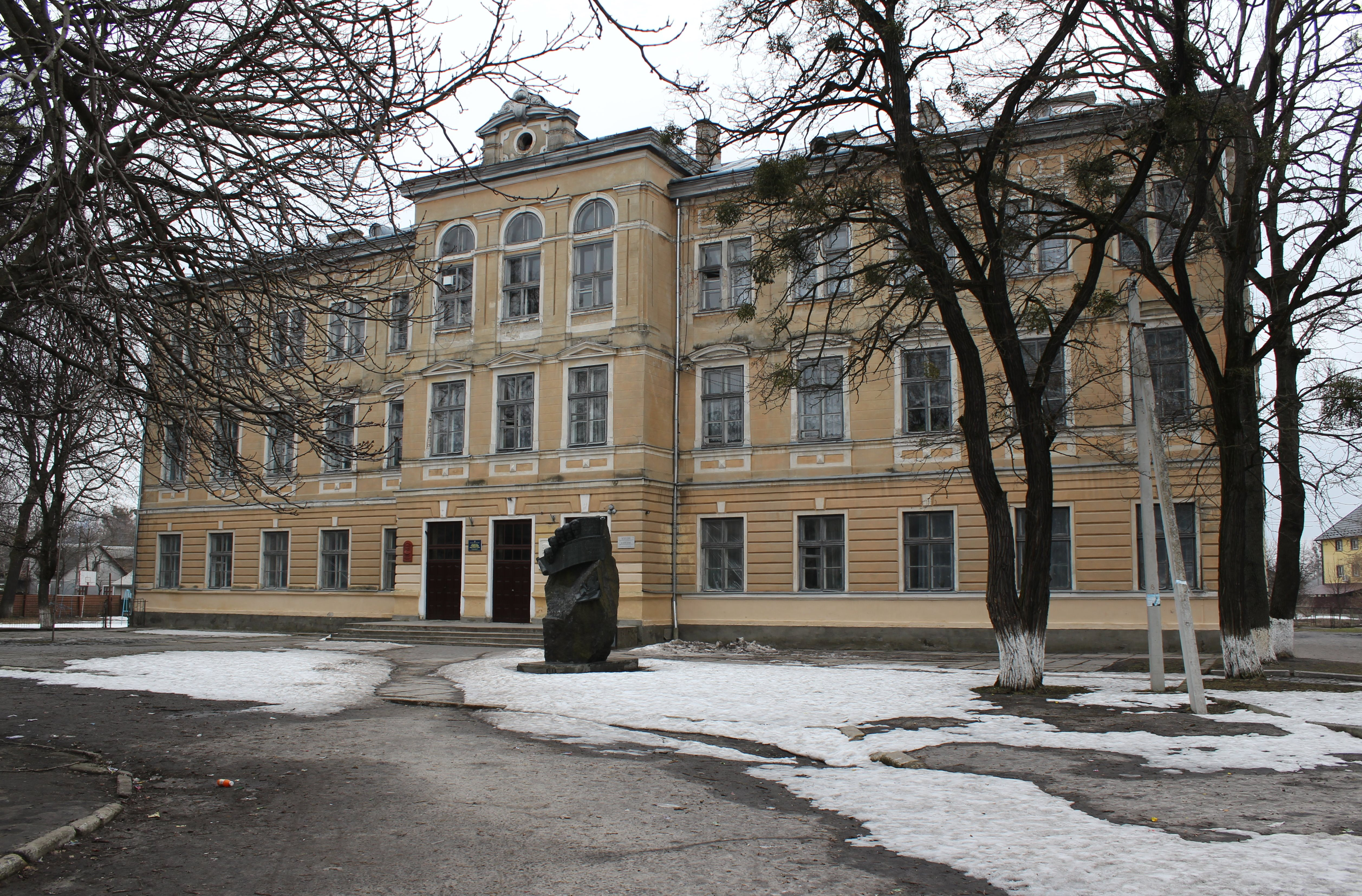
ロートの通ったギムナジウム、「皇太子ルドルフ人文高校」

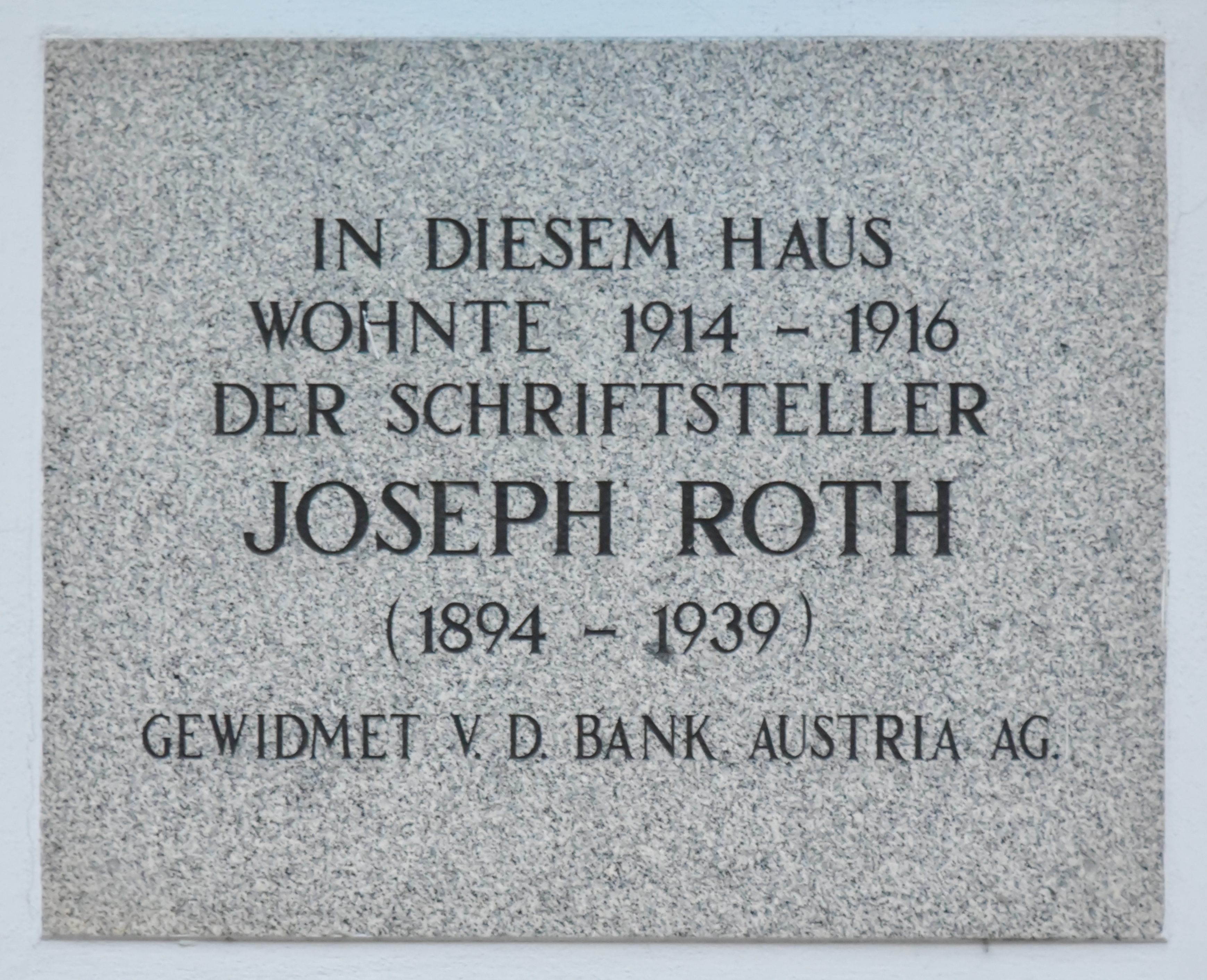
ウィーン・ヴァレンシュタイン通り14番地にあるロートの記念板「作家ヨーゼフ・ロートは1914年から1916年にかけてこの家に住んでいた」

ヨーゼフ・ロートは、1894年、オーストリア＝ハンガリー帝国領ガリツィア東部、ロシア国境近くの町ブロディ（現、ウクライナ）で、ユダヤ人の両親のひとり息子として生まれた。穀物商だった父は商用旅行中に精神病に倒れ、母は生家に戻ってロートを生んだ。当時ポーランド人、ウクライナ人、ユダヤ人、オーストリア人、ドイツ人など多様な民族が住むこの町で、7歳からユダヤ人教区学校に通ったが、1905年からはドイツ系のギムナジウム「皇太子ルドルフ人文高校」に進んでドイツ語に習熟し、ドイツ系作家を志す。文系の諸学科で傑出した才能を示したロートは、1913年、首席でこの高校を卒業した。
1913年、地元のレンベルク大学に入学するが、当時ポーランド独立運動の拠点となっていて、講義もポーランド語で行われていたこの大学に馴染めず、同じ年、ウィーンに出てウィーン大学でドイツ文学を学び、また詩や散文を書き始めた。1914年に第一次世界大戦が勃発すると、友人で後に詩人となるポーランド出身のヨーゼフ・ヴィットリンとともに兵役に志願し、1916年、狙撃大隊に入隊する。同年11月の皇帝フランツ・ヨーゼフ1世の崩御の際には、国葬警備隊の一員となった。その後東部戦線に配属され、ロート自身はオーストリア陸軍中尉として前戦で戦い。ロシア軍捕虜になっていたと語っていたが、実際は報道班員として勤務していたとみられる。

### ジャーナリスト・作家活動

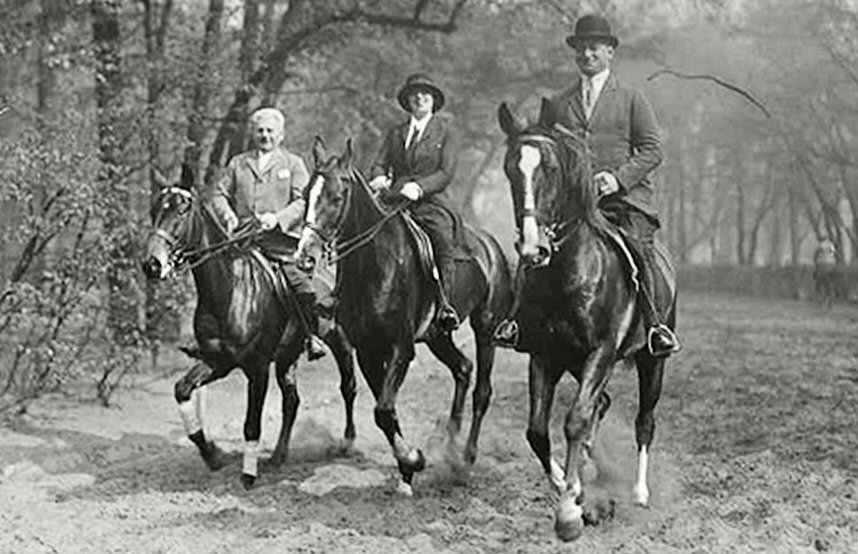
乗馬するヨーゼフ・ロート（右）と妻のフリーデリケ（中央）
----
1925年撮影

1918年に一旦ガリツィアの母のもとに戻るが、ウクライナ・ハンガリー内戦に巻き込まれそうになり、ウィーンに戻った。敗戦後はウィーンで社会主義系の新聞『新しい日』の定期寄稿者となって、ジャーナリストとしての活動を始め、敗戦による社会問題を正面から論じるのではなくユーモアを交えた観察（フェユトーン）で「叙情的なフェユトニスト」と呼ばれた。ロートは、二重帝国の敗戦と帝国の零落について、「全世界が戦争を制御できなかったゆえにではなく、戦争そのもののゆえに、世界を、われわれのせかいのすべてを失った」と書き、それゆえ大きな闘争は「世界」大戦と呼ばれたのだと記した。ウィーンでは、カフェ・ツェントラールによく足を運んだ。しかし『新しい日』紙は1年ほどで休刊となり、1920年、ロートは友人たちとともにベルリンに移り、『新ベルリン新聞』『ベルリン日報』『ベルリナー・ベルゼン・クゥリエ』紙で活躍し始める。またロートは1921年、ベルリンでの居住許可に問題をかかえており、牧師の友人が彼はブロディ近くのドイツ人入植地、シュヴァーベンドルフ（ドイツ語: Schwabendorf、現ピドヒルチ）に生まれたとする洗礼証明書をあたえ、これによりサン＝ジェルマン条約にもとづいてオーストリア国籍を取得することができた。
1922年、一時ウィーンに戻り、知り合いだった美しいユダヤ人女性フリーデリケ（フリードル）・ライヒラーと結婚した。1923年にドイツの代表的な新聞『フランクフルト新聞』の特派員となり、ヨーロッパ各地を巡って紀行文やルポルタージュを寄稿した。この訪問先のホテルやカフェでは短編小説も執筆した。
1923年にオーストリア社会民主党の機関誌『労働者新聞（Arbeiter Zeitung）』の編集長に勧められて、ナチス台頭の裏面を描く初めての小説『蜘蛛の巣』（1923年）を連載。この時期の作品には、東部戦線の帰還兵たちを描いた『サヴォイ・ホテル』(1924年）がある。1926年、ロートは4か月にわたってロシアを旅行し、この際に社会主義への失望を抱くようになった。モスクワでロートに会ったドイツの文芸評論家ヴァルター・ベンヤミンは、『モスクワ日記』の中でこう書いている。
この頃から、妻のフリーデリケは精神に異常をきたすようになった。ロートはこれ以後、ロシア軍捕虜となってロシア革命を経験しパリへと放浪する男を描く『果てしなき逃走』(1927年）、旧帝国時代と戦後の世代の葛藤を題材とする『フィッパーとその父』(1928年）などを執筆し、「失われた世代」の作家の一人といわれた。一方、1928年以降、妻のフリーデリケは精神病院への入退院を繰り返すようになった。ロートは、ヒトラーの政権掌握までの間、懸命にはたらいた。そして1930年代には、ユダヤ人教師一家の過酷な運命を描く『ヨブ-ある平凡な男のロマン』（1930年）、ソルフェリーノの戦いで皇帝の命を救った英雄の一族の運命をオーストリア帝国の没落に重ねる『ラデツキー行進曲』（1932年）などを発表し、作家としての名を不朽のものとした。『ラデツキー行進曲』では、19世紀から20世紀初頭にかけてのハプスブルク帝国を舞台としてトロッタ家3代の歴史が綴られている。

### 亡命

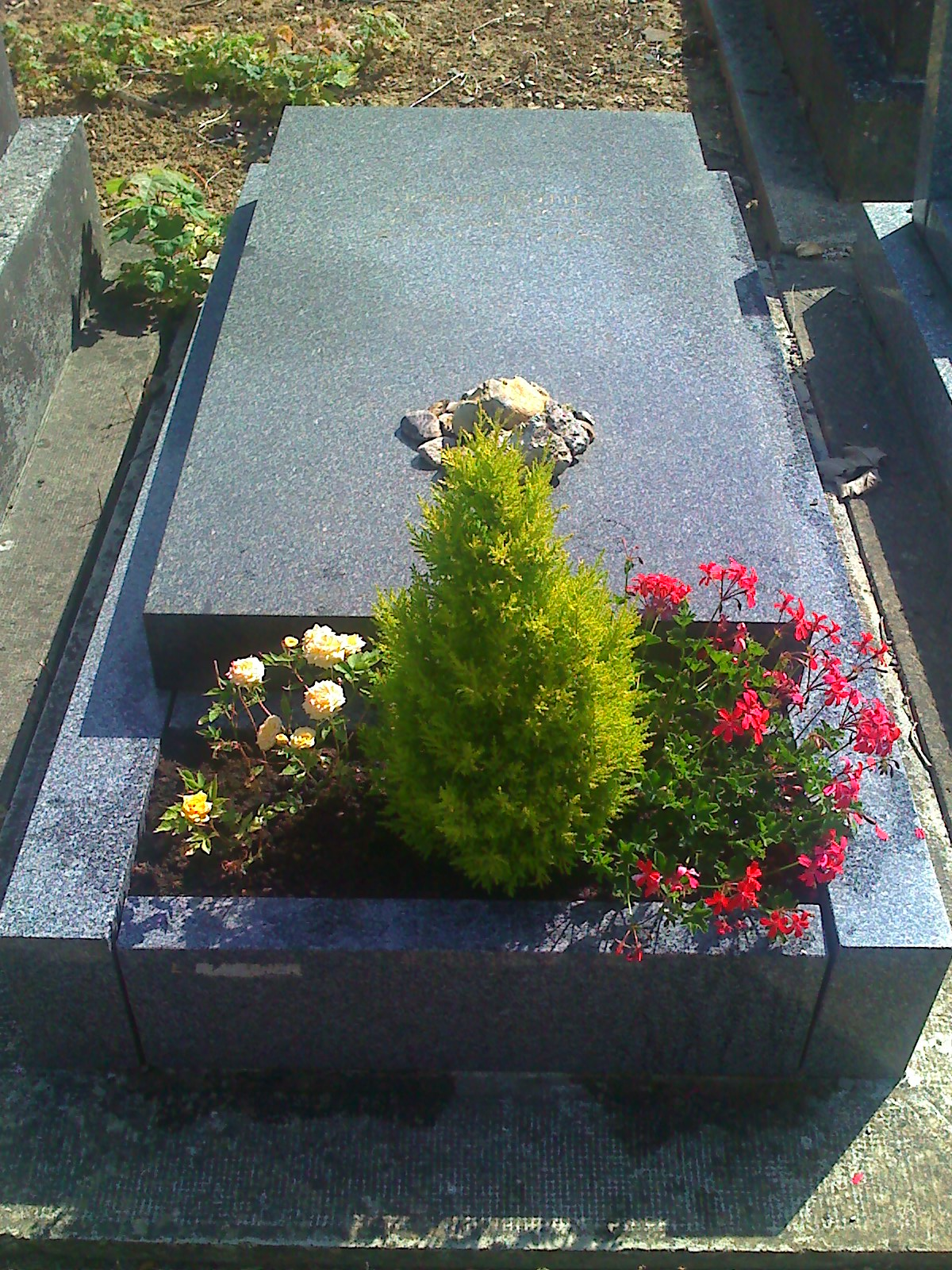
ティエ墓地のロートの墓

1932年にナチスが勢力を拡大するようになると、ロートはドイツを去り、病気がちになっていた妻をオーストリアに残してパリへと亡命する。収入が途絶え、妻の療養費もかさむために、友人のシュテファン・ツヴァイクに多くを頼ったが、ドイツ亡命作家の作品を出版するオランダのクヴェーリードー、アレルト・デ・ランゲ、デ・ゲメンシャープの3出版社により、作品を刊行した。パリでは、フランツ・ヴェルフェルやアルフレート・ポルガーとともに反ナチ知識人の団体、「現存するオーストリア連盟」の創設にかかわった。オーストリア帝国という他民族国家の崩壊を経て、民族主義の台頭とナチスの脅威の増大に絶望感を深めたロートは、次第に飲酒癖を深め、衰弱していった。またこの頃、フランツ・ヨーゼフ1世統治下のオーストリア＝ハンガリー帝国こそが理想の祖国であったと確信するようになる。1938年にはドイツによるオーストリア併合（アンシュルス）への反対のためにウィーンへ行き、最後の皇太子であったオットー・フォン・ハプスブルクのもとで帝国復活を図るなどしたが、なすすべなくパリに戻った。アンシュルスののち、彼はヒトラー政権が倒れたのちにハプスブルク王朝を再建しようとする「オーストリア通信」を定期刊行しはじめた。しかし、ロートは意識がなくなるほど深酒をするようになった。友人たちはオットー大公ならばロートを救えるかもしれないと大公に進言し、当時パリに住んでいた大公はロートの居所を訪問した。オットー大公訪問を「気を付け」の姿勢で迎えたロートに対し、大公は禁酒するよう忠告し、ロートもまた喘ぐような声で「おっしゃる通りにします。陛下」と応えたという。放浪と酒を愛したロートは死の直前、自伝的な『聖なる酔っぱらいの伝説』（1939年）を執筆した。丸谷才一は、この小説について、「段どりのつけ方、流れるやうな筋の展開はまことに見事」と評し、「作柄といひ、完成度といひ、現代の古典とも称すべき名作」と激賞している。
ヨーゼフ・ロートは、1939年、滞在していたホテルのカフェで倒れ、ツヴァイク夫人らのはたらきによりモンパルナスの救貧病院（ネケール病院）に入院した。その後、譫妄状態となり、肺炎も併発し、5月27日、44歳で没した。ロートがアルコール中毒で死ぬ3日前、シュテファン・ツヴァイクは「素晴らしい本を書くことと自分を守るために出来る限り酒量を減らすことが私たちとあなた自身のための唯一の義務だ」と手紙に記している。入院、葬儀、墓地の費用も友人たちの好意で賄われ、パリの南ティエ郊外のティエ墓地に葬られた。葬儀はカトリックの導師によったが、ユダヤ教にも配慮したものであった。ツヴァイクはロンドンでのロート追悼の席で「ロートは緩慢なる自殺を選んだ」のだと語った。
ロートの妻フリーデリケは、翌1940年、ナチスによる「遺伝病防止法」が適用され、リンツ郊外の精神病院でT4作戦により殺害された。

### 没後・評価
第二次世界大戦の終結後にロートの存在について少しずつ語られるようになり、1956年に初めての選集が刊行される。また『蜘蛛の巣』は長いこと忘れられていたが、戦後になってアムステルダムの亡命出版社の書庫で新聞切り抜きが発見され、1967年に初めてドイツで公刊された。ロート『蜘蛛の巣』（1923年）は、ジャン＝ポール・サルトル『一指導者の少年時代』（1938年）やロベール・メルル『死はわが職業』（1952年）に先立つ、ナチス指導者の形成をテーマにした小説であるが、しかし、この作品はナチス勃興前夜、実生活の日付とほぼ重なりあう歴史の現場で書かれたものである
ヨーゼフ・ロートについては、研究者による資料の収集も進められ、1974年にアメリカのD.ブロンセン『ヨーゼフ・ロート 一つの伝記』が刊行され、経歴や作家像が知られるようになった。生誕100年の1994年からは、ヨーロッパ各地で展示やシンポジウムが開催された。日本では1930年の存命中に小松太郎が『脱走者フランツ　涯しなき逃走』を翻訳している。『ヨーゼフ・ロート作品集』全3巻が東邦出版社（1974）より、『ヨーゼフ・ロート小説集』全5巻が鳥影社より刊行されている。
シュテファン・ツヴァイクは、ロートのなかに「カラマーゾフ的なロシア的人間、優雅なオーストリア的人間、古くからの智恵を秘めたユダヤ的人間がいる」と評している。

## 作品リスト
- Der Vorzugsschüler (1916)
- Barbara (1918)
  - （平田達治訳）「バルバラ」、『ヨーゼフ・ロート小説集 1』（鳥影社、1994年）所収
- Das Spinnennetz (1923)（『蜘蛛の巣（ドイツ語版）』）
  - （池内紀訳）『蜘蛛の巣』（白水社、1991年）
  - （池内紀訳）「蜘蛛の巣」、『聖なる酔っぱらいの伝説 他四篇』（岩波書店〔岩波文庫〕、2013年）所収
- Hotel Savoy (1924)（『サヴォイ・ホテル（英語版）』）
  - （小松太郎訳）「サヴォイ・ホテル」、『ヨーゼフ・ロート作品集 1』（東邦出版社、1974年）所収
  - （平田達治訳）「サヴォイ・ホテル」、『ヨーゼフ・ロート小説集 1』（鳥影社、1994年）所収
- Die Rebellion (1924)
- April (1925)（『四月（ドイツ語版）』）
  - （池内紀訳）「四月、ある愛の物語」、『聖なる酔っぱらいの伝説 他四篇』（岩波書店〔岩波文庫〕、2013年）所収
- Der blinde Spiegel (1925)（『曇った鏡（ドイツ語版）』）
  - （佐藤康彦訳）「曇った鏡」、『ヨーゼフ・ロート小説集 1』（鳥影社、1994年）所収
- Juden auf Wanderschaft (1927)
  - （神品友子訳）「放浪のユダヤ人」、『全集・現代世界文学の発見 第4』（学芸書林、1970年） 所収
  - （平田達治訳）「放浪のユダヤ人」、『放浪のユダヤ人とエッセイ二篇』（鳥影社・ロゴス企画、2009年5月）所収
- Die Flucht ohne Ende (1927)（『果てしなき逃走（ドイツ語版）』）
  - （小松太郎訳）「脱走者フランツ」（1930年）
  - （小松太郎訳）「果てしなき逃走」、『ヨーゼフ・ロート作品集 1』（東邦出版社、1974年）所収
  - （平田達治訳）『果てしなき逃走』（岩波書店〔岩波文庫〕、1993年）
- Zipper und sein Vater (1928)（『ツィパーとその父（ドイツ語版）』）
  - （佐藤康彦訳）「ツィパーとその父」、『ヨーゼフ・ロート小説集 1』（鳥影社、1994年）所収
- Rechts und links (1929)
- Der stumme Prophet (1929)
- Briefe aus Deutschland (1929)
- Hiob. Roman eines einfachen Mannes (1930)（『ヨブ－ある平凡な男のロマン』）
  - （平田達治訳）「ヨブ」、『ヨーゼフ・ロート小説集 2』（鳥影社、1999年）所収
- Panoptikum. Gestalten und Kulissen (1930)
- Radetzkymarsch (1932)（『ラデツキー行進曲』）
  - （柏原兵三訳）「ラデッキー行進曲」、『世界文学全集　カフカ・ロート』（筑摩書房、1967年）所収
  - （柏原兵三訳）「ラデッキー行進曲」、『筑摩世界文学大系 63　ホーフマンスタール、ロート』 （筑摩書房、1974年）所収
  - （平田達治訳）『ラデツキー行進曲』（鳥影社、2007年）。岩波文庫（全2巻）、2014年
- Stationschef Fallmerayer (1933)
  - 「駅長ファルメライアー」、『百年文庫 37　駅』（ポプラ社、2010年）所収
  - （池内紀訳）「ファルメライヤー駅長」、『聖なる酔っぱらいの伝説 他四篇』（岩波文庫、2013年）所収
- Tarabas, ein Gast auf dieser Erde (1934)（『タラバス－この世の客』）
  - （佐藤康彦訳）「タラバス」、『ヨーゼフ・ロート小説集 2』（鳥影社、1999年）所収
- Triumph der Schönheit (1934)
- Die Büste des Kaisers (1934)（『皇帝の胸像』）
  - （池内紀訳）「皇帝の胸像」、『聖なる酔っぱらいの伝説 他四篇』（岩波文庫、2013年）所収
- Der Antichrist (1934)
- Die hundert Tage (1935)（『百日天下』）
- Beichte eines Mörders, erzählt in einer Nacht (1936)
  - （平田達治訳）「ある殺人者の告白」、『ヨーゼフ・ロート小説集 3』（鳥影社、1993年）所収
- Das falsche Gewicht. Die Geschichte eines Eichmeisters (1937)
  - （佐藤康彦訳）「偽りの分銅」、『ヨーゼフ・ロート小説集 3』（鳥影社、1993年）所収
- Die Kapuzinergruft (1938)（『皇帝廟』）
  - （佐藤康彦訳）「皇帝廟」、『ヨーゼフ・ロート小説集 4』（鳥影社、1997年）所収
- Die Geschichte von der 1002. Nacht (1939)（『第千二夜物語（ドイツ語版）』）
  - （平田達治訳）「第千二夜物語」、『ヨーゼフ・ロート小説集 4』（鳥影社、1997年）所収
- Die Legende vom heiligen Trinker (1939)（『聖なる酔っぱらいの伝説』）
  - （小松太郎訳）「酔ひどれ聖譚」、『酔ひどれ聖譚』（河出書房〔市民文庫〕、1952年）所収
  - （内海晶訳）「酔いどれ聖譚」、M.ライヒ=ラニッキー編『狂信の時代・ドイツ作品群 第2』（学芸書林、1969年）所収
  - （池内紀訳）「聖なる酔っぱらいの伝説」（白水社、1989年）、白水uブックス、1995年
  - （池内紀訳）「聖なる酔っぱらいの伝説」、『聖なる酔っぱらいの伝説 他四篇』（岩波書店〔岩波文庫〕、2013年）所収
- Der Leviathan (1940)（『リヴァイアサン（ドイツ語版）』）
  - （小松太郎訳）「レヴィアタン」、『酔ひどれ聖譚』（河出書房〔市民文庫〕、1952年）所収

日本における作品集
- 『ヨーゼフ・ロート作品集 1』（東邦出版社、1974年）
  - 果てしなき逃走、サヴォイ・ホテル（ともに小松太郎訳）および作者伝記
- 『放浪のユダヤ人　ロート・エッセイ集』（平田達治・吉田仙太郎訳、法政大学出版局〔叢書・ウニベルシタス〕、1985年）
- 『ヨーゼフ・ロート小説集』全4巻（鳥影社、1993年 - 1999年）
  - 1 『優等生/バルバラ/立身出世/サヴォイ・ホテル/曇った鏡/ツィパーとその父』（平田達治・佐藤康彦訳、1994年7月）
  - 2 『ヨブ－ある平凡な男のロマン　タラバス－この世の客』（平田達治・佐藤康彦訳、1999年）
  - 3 『美の勝利　ある殺人者の告白　偽りの分銅』（平田達治・佐藤康彦訳、1993年6月）
  - 4 『皇帝廟　第千二夜物語　珊瑚商人譚』（平田達治・佐藤康彦訳、1997年12月）
- 『放浪のユダヤ人とエッセイ二篇』（鳥影社・ロゴス企画、2009年5月）
  - 「放浪のユダヤ人」「ホテルの世界」「精神の火刑」（平田達治訳）
- 『ヨーゼフ・ロート　ウクライナ・ロシア紀行』（ヤン・ビュルガー編、長谷川圭訳、日曜社、2021年）

### 映像化作品
- 『聖なる酔っぱらいの伝説』1987年公開（イタリア・フランス映画）- エルマンノ・オルミ監督・脚本。

他に『ヨブ-ある平凡な男のロマン』『偽りの分銅』『第千二夜物語』『蜘蛛の巣』などが映画化されている。
生誕100年の1994年に『ラデツキー行進曲』が、オーストリアでテレビドラマ放送された。